# ترینگن
ترینگن (به لاتین: Triengen) یک بخش در سوئیس است که در کانتون لوتسرن واقع شده‌است.